# Gamma Apodis
Gamma Apodis (γ Apodis, förkortat Gamma Aps, γ Aps), som är stjärnans Bayer-beteckning, är en ensam stjärna i mellersta delen av stjärnbilden Paradisfågeln. Den har en skenbar magnitud på +3,86 och är synlig för blotta ögat där ljusföroreningar ej förekommer. Baserat på parallaxmätningar i Hipparcos-uppdraget på 21,8 mas beräknas den befinna sig på ca 150 ljusårs (46 pc) avstånd från solen. 

## Egenskaper
Gamma Apodis är en gul till orange jättestjärna av spektralklass G9 III och befinner sig i de senare stadierna av dess utveckling. Den har en radie som är ca 10 gånger solens radie och avger ca 74 gånger mer energi än solen från dess fotosfär vid en effektiv temperatur på ca 5 000 K.
Gamma Apodis är en aktiv källa till röntgenstrålning med en styrka på 1,607 × 1030 erg/s, vilket gör den till en av de 100 starkaste stellära röntgenkällorna inom 50 parsek.